# Dino Beganovic
Dino Beganovic (em bósnio: Dino Beganović; Linköping, 19 de janeiro de 2004) é um automobilista sueco de origem bósnia, que atualmente compete no Campeonato de Fórmula 2 da FIA pela equipe Hitech TGR. Ele estreou na categoria em 2024, fazendo as duas rodadas finais pela DAMS Lucas Oil. Anteriormente, ele participou de duas temporadas do Campeonato de Fórmula 3 da FIA pela equipe Prema Racing, e foi o campeão do Campeonato de Fórmula Regional Europeia em 2022, também pela Prema. Desde 2020, o piloto faz parte da Ferrari Driver Academy.

## Biografia
Beganovic nasceu em Ekholmen, uma cidade distrital do sul de Linköping, na Suécia. Sua família é originada de Zenica, cidade da Bósnia e Herzegovina, e seus pais, Fikret e Mirnesa, emigraram para a Suécia antes de seu nascimento. Dino tem um irmão mais novo chamado Emir. Além de falar sueco, sua língua nativa, e bósnio, a língua de sua família, Dino também fala inglês e italiano.

## Carreira

### Cartismo
Beganovic estreou no automobilismo em 2011, disputando provas de kart. Venceu vários campeonatos da modalidade em seu país, entre eles a versão sueca da categoria OK Junior em 2018 e também no ano seguinte (também conquistou a edição italiana), além de um segundo lugar na WSK Euro Series.

### Fórmula 4
Sua estreia nos monopostos ocorreu em 2020, quando assinou com a Prema Powerteam para disputar a Fórmula 4 Italiana. O sueco teve sua única vitória na corrida 2 da segunda rodada de Ímola, e somou mais seis pódios, terminando em terceiro lugar na classificação, com 179 pontos. No mesmo ano, disputou seis provas da ADAC Fórmula 4 com a equipe italiana, marcando doze pontos em dois finais de semanas.

### Fórmula 3 Asiática
Entre 29 de janeiro e 9 de fevereiro de 2021, disputou meia temporada do Campeonato Asiático de Fórmula 3 com a equipe Abu Dhabi Racing by Prema, conquistando quatro pódios e ficando em sétimo lugar no campeonato de pilotos, com 88 pontos.

### Fórmula Regional
Em 2021, permaneceu com equipe Prema e foi para a Fórmula Regional Europeia, tendo como companheiros o estoniano Paul Aron e o espanhol David Vidales. Em vinte corridas, Beganovic conquistou seu primeiro pódio na categoria na etapa de Mugello, chegando na segunda colocação. Beganovic encerrou o ano em 13º lugar, acumulando 53 pontos e ficando abaixo de seus companheiros veteranos, mas sendo o terceiro melhor entre os rookies.
Em 2022, ele voltou a correr na F3 asiática, rebatizada de Campeonato de Fórmula Regional Asiática. Ele conquistou uma vitória, mais cinco pódios e somou 130 pontos, a mesma quantidade que Gabriele Minì, mas o italiano da Hitech ficou com o quarto lugar por ter tido duas vitórias na temporada.

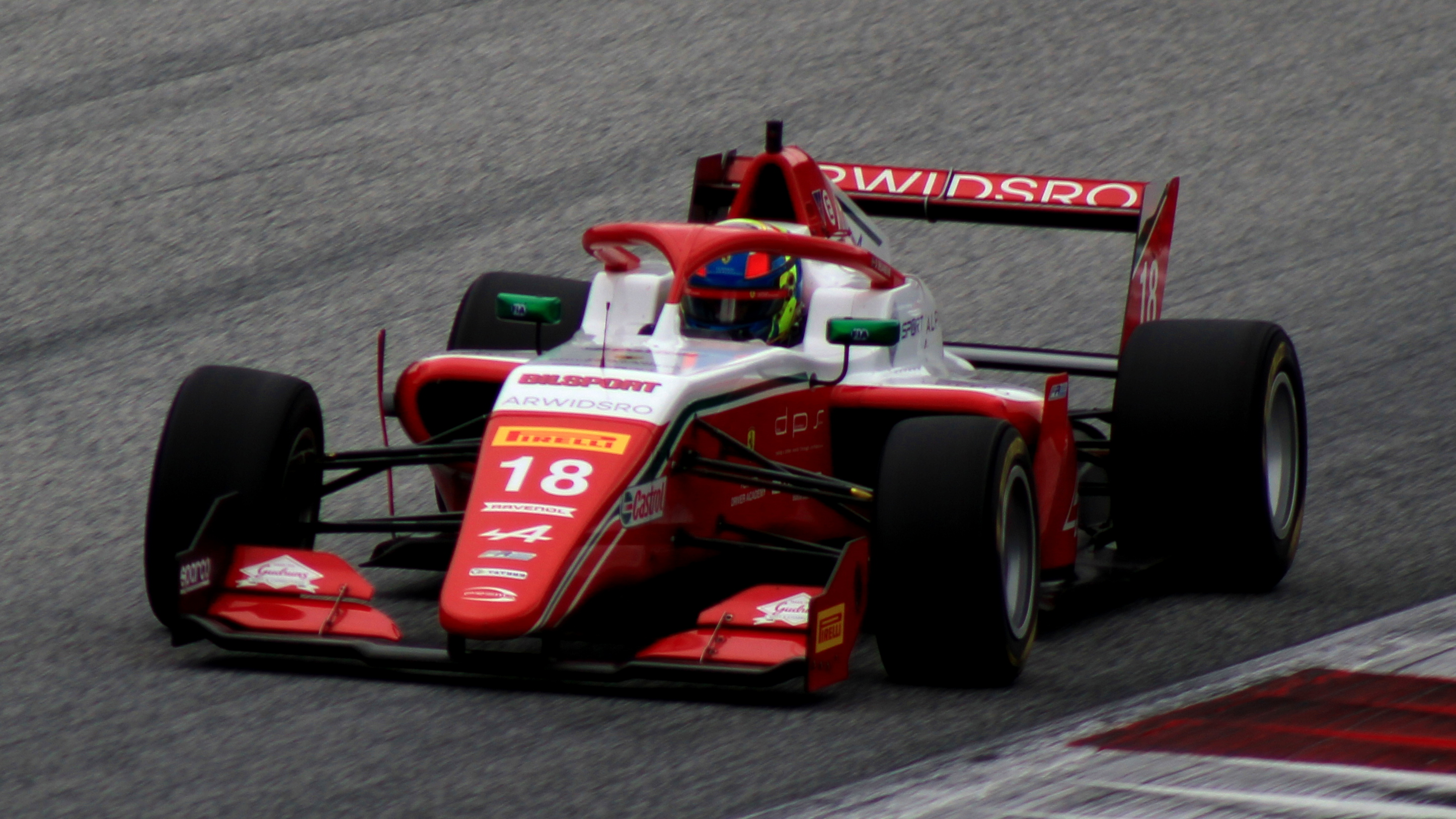
Beganovic no Red Bull Ring, em 2022.

Para seu segundo ano na FRECA, Beganovic seguiu na Prema, assim como Aron, e a dupla viu Vidales ser substituído pelo colombiano Sebastián Montoya. Beganovic conquistou sua primeira vitória na categoria durante a corrida de abertura da temporada , em Monza (corrida 1), posteriormente, subindo outras sete vezes ao pódio de forma seguida (oficialmente foram seis, pois o piloto foi desclassificado da corrida 2 de Paul Ricard devido a uma irregularidade no carro do sueco). Na corrida 1 de Mugello, sagrou-se campeão da Fórmula Regional ao terminar na quarta posição e fechou a temporada com um terceiro lugar na corrida 2, obtendo 282 pontos na classificação, 40 a mais que o vice, o italiano Gabriele Minì, da ART Grand Prix.
No início de 2023, antes de sua campanha principal na Fórmula 3, Beganovic retornou ao recém renomeado Campeonato de Fórmula Regional do Oriente Médio com a Mumbai Falcons. O piloto participou das duas primeiras rodadas triplas, nas quais obteve duas poles, duas vitórias e acumulou 62 pontos, ficando em décimo primeiro na classificação geral.

### Fórmula 3
Em setembro de 2022, Beganovic foi escalado pela Prema para um período de testes do Campeonato de Fórmula 3 da FIA em Jerez de la Frontera, juntamente com o estoniano Paul Aron (companheiro de Beganovic na FRECA) e do britânico Zak O'Sullivan. Um mês depois, Beganovic foi confirmado para pilotar pela equipe na temporada de 2023. O piloto obteve quatro pódios, encerrando sua temporada de estreia na F3 na sexta posição, com 96 pontos, e ficando abaixo de seus companheiros da Prema: Aron ficou em terceiro, com 112 pontos, e O'Sullivan ficou em segundo, somando 119 pontos.

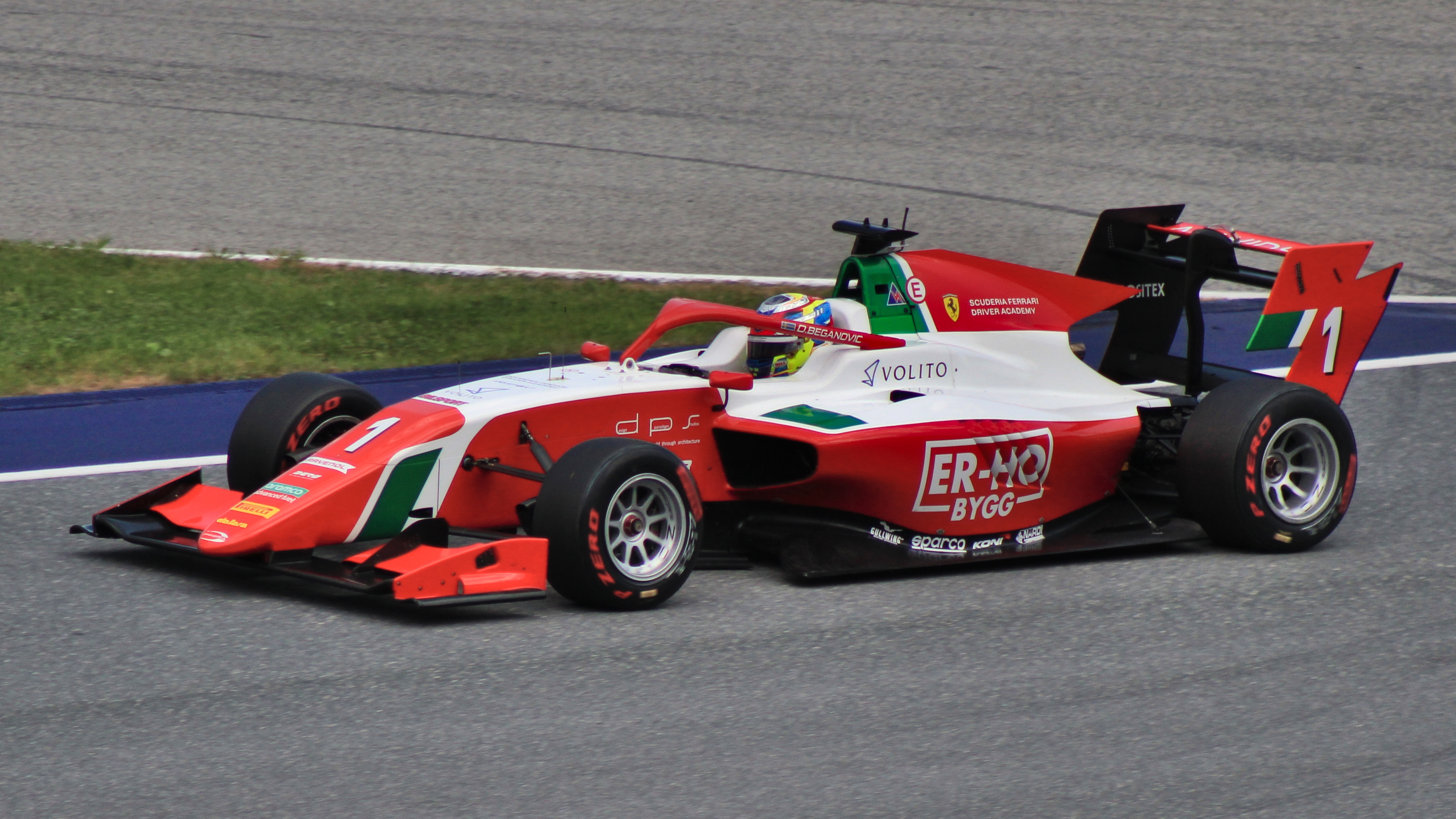
Beganovic na etapa austríaca da F3 em 2024

Beganovic permaneceu com a equipe Prema para a disputa da temporada de 2024, tendo como novos companheiros o italiano Gabriele Minì e o britânico Arvid Lindblad. Beganovic fez sua primeira pole na corrida longa do Barém, mas sua primeira vitória só veio na corrida longa da Austrália. O sueco venceu novamente na corrida curta da Bélgica e fez mais dois terceiros lugares nas corridas curtas da Áustria e da Hungria.
O piloto sueco esteve na disputa pelo título até a última etapa, em Monza, precisando de no mínimo segundo lugar na corrida longa e de uma vitória e uma volta mais rápida na corrida curta para superar os outros cinco adversários diretos. Mas ele só conseguiu ficar em quarto e em nono nas duas corridas da rodada final, com o título indo para Leonardo Fornaroli, da Trident. Beganovic encerrou o ano mais uma vez em sexto lugar, com 109 pontos. Mais uma vez, Beganovic ficou atrás dos outros pilotos da Prema no ano: Lindblad ficou duas posições acima dele, obtendo 113 pontos, e Minì foi o vice-campeão, acumulando 130 pontos.

### Fórmula 2

#### DAMS
Em novembro de 2024, a DAMS Lucas Oil anunciou que Beganovic correrá nas duas rodadas restantes do Campeonato de Fórmula 2 da FIA, substituindo o norte-americano Juan Manuel Correa e sendo o mais novo parceiro de Jak Crawford. Ficou no Top-10 nas duas rodadas que disputou, pontuando em três e fazendo um pódio na sprint de Yas Marina, conquistado após segurar o candidato ao título Isack Hadjar, com o sueco também sendo beneficiado pela punição de 5 segundos sofrida por Oliver Bearman e pela desclassificação de Paul Aron, originalmente segundo colocado. Com isso, Beganovic terminou a temporada em vigésimo, com vinte e dois pontos conquistados. O resultado tornou Beganovic o piloto mais bem posicionado dentre os que entraram tardiamente em 2024, com o sueco superando Taylor Barnard e Roman Staněk, que correram na maioria das etapas e chegaram a vencer uma sprint, e também Rafael Villagómez, que fez a temporada completa.

#### Hitech
Em 10 de dezembro de 2024, após o término da temporada, a Hitech TGR anunciou a contratação de Beganovic para disputar a temporada 2025 da Fórmula 2, ao lado do britânico Luke Browning.

### Fórmula 1
No início de 2020, e de sua carreira nos monopostos, Beganovic foi anunciado para ingressar na Ferrari Driver Academy. Durante o período do isolamento causado pela pandemia de Covid-19, ele correu pela Ferrari no GP Virtual do Barém.

## Resultados

### Resumo da carreira
| Temporada | Categoria                         | Equipe                        | Corridas | Vitórias | Poles | V.M.R. | Pódios | Pontos | Pos. |
| --------- | --------------------------------- | ----------------------------- | -------- | -------- | ----- | ------ | ------ | ------ | ---- |
| 2020      | Fórmula 4 Italiana                | Prema Powerteam               | 20       | 1        | 2     | 4      | 6      | 179    | 3º   |
| 2020      | ADAC Fórmula 4                    | Prema Powerteam               | 6        | 0        | 0     | 0      | 0      | 12     | 16º  |
| 2021      | Fórmula 3 Asiática                | Abu Dhabi Racing by Prema     | 9        | 0        | 0     | 0      | 4      | 88     | 7º   |
| 2021      | Fórmula Regional Europeia         | Prema Powerteam               | 20       | 0        | 1     | 2      | 1      | 53     | 13º  |
| 2022      | Fórmula Regional Asiática         | Mumbai Falcons India Racing   | 15       | 1        | 0     | 2      | 5      | 130    | 5º   |
| 2022      | Fórmula Regional Europeia         | Prema Racing                  | 20       | 4        | 4     | 2      | 13     | 282    | 1º   |
| 2023      | Fórmula Regional do Oriente Médio | Mumbai Falcons Racing Limited | 6        | 1        | 0     | 1      | 1      | 62     | 11º  |
| 2023      | Fórmula 3                         | Prema Racing                  | 18       | 0        | 0     | 1      | 4      | 96     | 6º   |
| 2023      | Grande Prêmio de Macau            | SJM Theodore Prema Racing     | 1        | 0        | 0     | 0      | 0      | N/A    | DNF  |
| 2024      | Fórmula 3                         | Prema Racing                  | 20       | 2        | 1     | 2      | 4      | 109    | 6º   |
| 2024      | Fórmula 2                         | DAMS Lucas Oil                | 4        | 0        | 0     | 0      | 1      | 22     | 20º  |
| 2025      | Fórmula 2                         | Hitech Pulse Eight            | 0        | 0        | 0     | 0      | 0      | 0      | TBD  |
| Fonte:    |                                   |                               |          |          |       |        |        |        |      |